# Barbut del miombo
El barbut del miombo (Tricholaema frontata) és una espècie d'ocell de la família dels líbids (Lybiidae).
Habita sabanes amb acàcies, especialment miombo, del centre i est d'Angola, Zàmbia, sud-est de la República Democràtica del Congo, sud-oest de Tanzània i nord de Malawi.